# Ty (Vorname)
Ty ist ein männlicher Vorname.

## Herkunft und Bedeutung
Ty ist eine Kurzform von Tyler, Tyrus, Tyrone, Tajuan oder Tywon.

## Namensträger
- Ty (Rapper) (1972–2020), britischer Rap-Musiker
- Ty Dolla Sign (* 1982), US-amerikanischer R&B-Musiker und Rapper

- Ty Burrell (* 1967), US-amerikanischer Schauspieler
- Ty Cobb (1886–1961), US-amerikanischer Baseballspieler und -manager
- Ty Conklin (* 1976), US-amerikanischer Eishockeytorwart
- Ty Detmer (* 1967), US-amerikanischer American-Football-Spieler
- Ty Herndon (* 1962), US-amerikanischer Country-Sänger
- Ty Law (* 1974), US-amerikanischer American-Football-Spieler
- Ty Lawson (* 1987), US-amerikanischer Basketballspieler
- Ty Alexander Lindeman (* 1997), kanadischer Badmintonspieler
- Ty Montgomery (* 1993), US-amerikanischer American-Football-Spieler
- Ty Olsson (* 1974), kanadischer Schauspieler
- Ty Simpkins (* 2001), US-amerikanischer Schauspieler
- Ty Tennant (* 2002), britischer Schauspieler
- Ty Warner (* 1944), US-amerikanischer Unternehmer
- Ty Wood (* 1995), kanadischer Schauspieler